# II Всеукраїнський військовий з'їзд
II Всеукраїнський військовий з'їзд відбувся в Києві з 5-го по 10 червня 1917 року (за старим стилем). У роботі з'їзду узяло участь 2308 делегатів, які репрезентували понад півтора мільйона вояків-українців російської армії. Таке широке представництво було досягнуте не лише завдяки організаційній діяльності Військового клубу імені гетьмана Павла Полуботка, але й завдяки наказу про заборону з'їзду Олександром Керенським, який надійшов до кожної військової частини.
Головою з'їзду було обрано В. Винниченка. З'їзд прийняв ряд резолюцій політичного і військового характеру. Делегати зажадали, щоб Тимчасовий уряд визнавав розпорядження Української Центральної Ради і запропонував УЦР негайно приступити до організації самостійних державних і військових структур. З'їзд вирішив якнайшвидше розробити план українізації війська і вжити всіх заходів для негайного втілення його в життя. На з'їзді було обрано Тимчасову Раду Військових Депутатів у складі 132 чол., яка увійшла до складу УЦР.
З'їзд став демонстрацією українського національного руху. Спираючись на підтримку цього форуму, керівники УЦР на його засіданні 23(10) червня обнародували 1-й Універсал УЦР, що проголосив автономію України (див. Універсали Української Центральної Ради).